# Försöksplanering
Försöksplanering är statistiska metoder för att ta fram linjära samband och samverkanseffekter mellan faktorer i processer. Syftet är att med ett rimligt antal försök ta fram hur en process kan justeras för att optimera utfallet. Det kan röra sig om produktionsprocesser, exempelvis gjutmaskiner, eller andra processer, exempelvis reningsanläggningar. Ofta innebär detta att man varierar flera faktorer på samma gång enligt ett beräknat mönster, och sedan använder en statistisk programvara för att analysera resultatet för att se vilka faktorer som påverkar utfallet, och hur dessa bör justeras för att optimera processens utfall. 

## Nackdelar med de klassiska en-faktor-i-taget-försöken
I det klassiska ingenjörsmässiga upplägget för att optimera en process, exempelvis utbytet från en kemisk process, jobbar man med så kallade en-faktor-i-taget-försök. Detta bygger på att man först identifierar vilka faktorer som påverkar utbytet av processen, exempelvis tiden t i reaktorkärlet och temperaturen T. Sedan varierar man varje påverkande faktor medan övriga faktorer hålls fixa. Sedan man identifierat optimum för den första faktorn, fixerar man denna på detta värde och man upprepar proceduren för de andra faktorerna. Till slut tror man sig ha hittat optimala värden på faktorerna för att maximera utbytet. I själva verket kan detta vara grovt missledande, då flera olika faktorer kan samverka. Detta innebär att nivån på en faktor påverkar effekten av att ändra den andra faktorn, i statistiken betecknat som en samspelseffekt. För att hitta de värden på faktorerna som verkligen optimerar utbytet måste man tillgripa metodiken för statistisk försöksplanering.

## Reducerad försöksplan
En fördel med statistisk försöksplanering är att det finns metoder för att reducera en försöksplan, dvs det är inte nödvändigt att genomföra försök för precis varje tänkbar kombination av inställningar på de ingående faktorerna. Bedömer man att risken för samspel mellan vissa faktorer är mycket liten så kan man reducera försöksplanen genom en sofistikerad metodik.

## Användning
Statistisk försöksplanering har i många industriföretag fått en mycket stor spridning, på grund av den möjlighet att optimera processer och effektivisera kostnadsdrivande provning som erbjuds. Inte minst i japanska industriföretag, till exempel Toyota, tillämpas metodiken brett. Statistisk försöksplanering är en naturlig del av modern kvalitetsteknik och är också ett av de starkaste verktygen i förbättringsprogrammet Sex Sigma.

## Historik
Två personer som, med delvis olika synsätt, starkt bidragit till den moderna teorin för försöksplanering är George E.P. Box och Genichi Taguchi.